# Daniel Casey
Daniel Casey – brytyjski aktor najlepiej znany z ról sierżanta Troya w serialu Morderstwa w Midsomer i Anthony'ego Coksa w serialu Our Friends in the North. Grał również strażaka w serialu ITV z 2004 roku Steel River Blues.
Dorastał w Stockton-on-Tees, przed rozpoczęciem kariery aktorskiej ukończył studia literatury angielskiej na Durham University.